# Internet Mall
Internet Mall este una dintre cele mai mari companii de retail online din Cehia.
Internet Mall activează și pe piețele din Germania, Polonia, Ungaria și Slovacia și are peste 45 de magazine online în regiune cu aproximativ 1.200 de categorii de produse la vânzare.
În anul 2008, Intel Capital, fond de investiții al companiei Intel, a investit 28 milioane euro în Internet Mall.
Cifra de afaceri:
- 2007: 55 milioane euro[2]
- 2006: 40 milioane euro[2]